# Natação nos Jogos Pan-Americanos de 2007 - Revezamento 4x100 m medley masculino
O evento do revezamento 4x100 m medley masculino nos Jogos Pan-Americanos de 2007 foi realizado no Rio de Janeiro, Brasil, com a final realizada em 22 de julho de 2007.

## Medalhistas
| Ouro   | USA Randall Bal Mark Gangloff Ricky Berens Andy Grant        |
| Prata  | BRA Thiago Pereira Henrique Barbosa Kaio Almeida César Cielo |
| Bronze | CAN Matthew Hawes Scott Dickens Joe Bartoch Adam Sioui       |

## Resultados

### Final
| Posição | País                         | Nadadores                                                                                     | Tempo   | Nota |
| ------- | ---------------------------- | --------------------------------------------------------------------------------------------- | ------- | ---- |
| 1       | USA Estados Unidos           | Randall Bal (53.83) Mark Gangloff (59.54) Ricky Berens (52.25) Andy Grant (48.75)             | 3:34.37 | CR   |
| 2       | BRA Brasil                   | Thiago Pereira (55.44) Henrique Barbosa (1:00.51) Kaio Almeida (52.06) César Cielo (47.80)    | 3:35.81 |      |
| 3       | CAN Canadá                   | Matthew Hawes (54.81) Scott Dickens (1:01.41) Joe Bartoch (52.22) Adam Sioui (49.72)          | 3:38.16 |      |
| 4       | ARG Argentina                | Joaquín Belza (58.06) Sergio Ferreyra (1:02.83) Mariano Caviglia (56.01) José Meolans (48.53) | 3:45.43 |      |
| 5       | VEN Venezuela                | Albert Subirats (57.10) Leopoldo Andara (1:06.75) Octavio Alesi (52.74) Luis Rojas (51.24)    | 3:47.83 |      |
| 6       | MEX México                   | Enrique Bayata (59.18) Alfredo Jacobo (1:03.69) Juan Veloz (54.71) Juan Alberto Yeh (52.00)   | 3:49.58 |      |
| 7       | ISV Ilhas Virgens Americanas | Kieran Locke (59.44) Josh Laban (1:06.90) Morgan Locke (58.39) Ryan Nelthropp (54.86)         | 3:59.59 |      |
| 8       | HON Honduras                 | Horacio Carcamo (1:04.53) Roy Barahona (1:08.95) Javier Hernández (58.22) Juan Lagos (56.07)  | 4:07.77 |      |

### Preliminares
As eliminatórias foram realizadas em 20 de julho.
| Posição | País                         | Nadadores                                                                                           | Tempo   | Nota |
| ------- | ---------------------------- | --------------------------------------------------------------------------------------------------- | ------- | ---- |
| 1       | CAN Canadá                   | Matthew Hawes (55.10) Mathieu Bois (1:03.42) Joe Bartoch (53.13) Chad Hankewich (50.34)             | 3:41.99 | Q    |
| 2       | USA Estados Unidos           | Peter Marshall (56.75) Christian Schurr (1:02.60) Pat O'Neil (52.83) Alex Righi (49.96)             | 3:42.14 | Q    |
| 3       | BRA Brasil                   | Lucas Salatta (57.35) Felipe Lima (1:03.24) Gabriel Mangabeira (55.79) Eduardo Deboni (51.34)       | 3:47.72 | Q    |
| 4       | ARG Argentina                | Joaquin Belza (58.41) Christian Soldano (1:04.73) Mariano Caviglia (56.11) Matias Aguilera (52.28)  | 3:51.53 | Q    |
| 5       | MEX México                   | Enrique Bayata (1:00.12) Alfredo Jacobo (1:04.42) Juan Alberto Yeh (56.50) Amauri Rodríguez (51.96) | 3:53.00 | Q    |
| 6       | VEN Venezuela                | Reymer Vezga (59.39) Rohan Pinto (1:06.98) Octavio Alesi (54.37) Jesus Casanova (52.60)             | 3:53.34 | Q    |
| 7       | ISV Ilhas Virgens Americanas | Kieran Locke (1:01.61) Kevin Hensley (1:07.48) Morgan Locke (58.72) Josh Laban (52.43)              | 4:00.24 | Q    |
| 8       | HON Honduras                 | Horacio Carcamo (1:04.49) Roy Barahona (1:10.46) Javier Hernández (58.96) Juan Lagos (56.35)        | 4:10.26 | Q    |
| 9       | BAR Barbados                 | Nicholas Neckles (59.22) Andrei Cross (1:06.33) Bradley Ally (59.40) Shawn Clarke -                 | DSQ     |      |